# MyNotex
MyNotex est un logiciel libre de prise de notes et de gestion d'activités. Il offre diverses fonctionnalités pour rédiger du contenu, le classer et le retrouver selon certains critères de recherche. Son interface ressemble à celle d'un éditeur de texte, et contient plusieurs panneaux offrant une vue d'ensemble de la manière dont le contenu est organisé.

## Fonctionnement
L'unité de base du contenu est la note, et possède plusieurs caractéristiques: titre, date, mots clés (étiquettes), pièces jointes (compressées au format ZIP), liste d'activités et texte pouvant être mis en forme ou chiffré.
Les notes sont regroupées en sujets. Un panneau latéral permet de sélectionner un sujet pour consulter les notes y étant classées, ces dernières pouvant être triées par date ou par titre. Une fois affichée, une note peut être directement modifiée.
Enfin, un panneau de recherche peut être utilisé pour retrouver des notes selon le titre des sujets, le titre et le texte des notes, le nom des pièces jointes, la date ou les mots clés.

## Fonctionnalités
La mise en forme du texte comprend diverses propriétés (gras, italique, souligné, barré, couleur, surlignage, taille et famille de la police, alignement et indentation des paragraphes), l'ajout d'images, des titres de niveaux 1 à 3 ainsi qu'une reconnaissance automatique des listes (ordonnées ou non) et des liens (vers des fichiers locaux, des adresses Web, des courriels ou d'autres notes enregistrées dans le même fichier). Plusieurs raccourcis clavier sont paramétrés pour assister la rédaction et l'application du formatage (comme l'ajout de la date et l'heure actuelles sur une nouvelle ligne ou la restauration de la police par défaut).
Le contenu peut être rédigé directement dans le logiciel ou être importé depuis plusieurs sources:
- fichiers texte;
- documents texte d'OpenOffice.org ou de LibreOffice;
- notes créées avec Tomboy ou Gnote (si une note a déjà été importée, seules les modifications le seront à nouveau);
- autres fichiers MyNotex.

Dans tous les cas, le texte d'une note peut être chiffré avec l'algorithme AES. MyNotex permet également de chiffrer et déchiffrer des fichiers avec GPG.
Pour sa part, l'exportation peut se faire au format HTML ou au format natif de MyNotex. Une note peut également être copiée au format LaTeX ou être ouverte avec OpenOffice.org, LibreOffice ou le navigateur par défaut, ce qui permet entre autres d'en imprimer le contenu. Aussi, il est possible d'envoyer le texte d'une note par courriel.
Diverses fonctionnalités d'organisation permettent de déplacer une note d'un sujet à l'autre, d'ajouter des commentaires à chaque sujet, de supprimer du contenu, etc. En plus de la navigation dans les panneaux ou de l'emploi de la fonction de recherche, il est possible d'accéder à des notes grâce à des marque-pages.

## Synchronisation
MyNotex permet de faire correspondre le contenu de deux fichiers MyNotex différents. Ainsi, les modifications apportées à l'un seront apportées à l'autre lors de l'étape de synchronisation. Tous les changements sont pris en compte (sujets, notes et pièces jointes ajoutés, modifiés ou supprimés).
Des fichiers MyNotex peuvent donc être modifiés hors ligne pour ensuite être mis à jour en passant par un réseau local ou par Internet (par exemple, par un service d'hébergement de données dans les nuages).
La synchronisation peut être paramétrée pour s'effectuer automatiquement lors de l'ouverture ou de la fermeture d'un fichier.

## Technologies utilisées
MyNotex est écrit en Pascal Objet et est développé avec Lazarus. Il tourne sous GNU/Linux et s'intègre bien à l'environnement de bureau GNOME.
MyNotex enregistre les notes dans une base de données SQLite, mais les pièces jointes (qui peuvent être de tout type de fichier) sont compressées et conservées dans un dossier situé dans le même emplacement que la base SQLite.